# Maisoncelles-Pelvey
Maisoncelles-Pelvey és un municipi francès situat al departament de Calvados i a la regió de Normandia. L'any 2007 tenia 252 habitants.

## Demografia

### Població
El 2007 la població de fet de Maisoncelles-Pelvey era de 252 persones. Hi havia 94 famílies de les quals 20 eren unipersonals (4 homes vivint sols i 16 dones vivint soles), 33 parelles sense fills, 33 parelles amb fills i 8 famílies monoparentals amb fills.
La població ha evolucionat segons el següent gràfic:
Habitants censats

### Habitatges
El 2007 hi havia 105 habitatges, 95 eren l'habitatge principal de la família, 1 era una segona residència i 9 estaven desocupats. Tots els 105 habitatges eren cases. Dels 95 habitatges principals, 74 estaven ocupats pels seus propietaris, 18 estaven llogats i ocupats pels llogaters i 2 estaven cedits a títol gratuït; 5 tenien dues cambres, 14 en tenien tres, 14 en tenien quatre i 61 en tenien cinc o més. 85 habitatges disposaven pel capbaix d'una plaça de pàrquing. A 35 habitatges hi havia un automòbil i a 49 n'hi havia dos o més.

### Piràmide de població
La piràmide de població per edats i sexe el 2009 era:
| Homes | Edats   | Dones |
| ----- | ------- | ----- |
| 0     | 95 o +  | 0     |
| 0     | 90 a 94 | 0     |
| 0     | 85 a 89 | 4     |
| 12    | 80 a 84 | 0     |
| 0     | 75 a 79 | 0     |
| 0     | 70 a 74 | 12    |
| 4     | 65 a 69 | 0     |
| 8     | 60 a 64 | 4     |
| 4     | 55 a 59 | 8     |
| 8     | 50 a 54 | 16    |
| 12    | 45 a 49 | 4     |
| 8     | 40 a 44 | 4     |
| 12    | 35 a 39 | 8     |
| 16    | 30 a 34 | 16    |
| 0     | 25 a 29 | 0     |
| 0     | 20 a 24 | 4     |
| 0     | 15 a 19 | 0     |
| 0     | 10 a 14 | 8     |
| 4     | 5 a 9   | 32    |
| 4     | 0 a 4   | 8     |

## Economia
El 2007 la població en edat de treballar era de 165 persones, 133 eren actives i 32 eren inactives. De les 133 persones actives 122 estaven ocupades (69 homes i 53 dones) i 11 estaven aturades (3 homes i 8 dones). De les 32 persones inactives 5 estaven jubilades, 17 estaven estudiant i 10 estaven classificades com a «altres inactius».

### Ingressos
El 2009 a Maisoncelles-Pelvey hi havia 93 unitats fiscals que integraven 245 persones, la mediana anual d'ingressos fiscals per persona era de 18.804 €.

### Activitats econòmiques
Dels 8 establiments que hi havia el 2007, 2 eren d'empreses extractives, 1 d'una empresa de construcció, 2 d'empreses de comerç i reparació d'automòbils, 1 d'una empresa d'hostatgeria i restauració i 2 d'empreses de serveis.
Dels 2 establiments de servei als particulars que hi havia el 2009, 1 era un guixaire pintor i 1 restaurant.
L'únic establiment comercial que hi havia el 2009 era una perfumeria.
L'any 2000 a Maisoncelles-Pelvey hi havia 13 explotacions agrícoles que ocupaven un total de 256 hectàrees.

## Poblacions més properes
El següent diagrama mostra les poblacions més properes.